# Crosslauf-Weltmeisterschaften 1983
Die 11. Crosslauf-Weltmeisterschaften der IAAF fanden am 20. März 1983 im Riverside Park von Gateshead (England) statt.
Die Männer starteten über eine Strecke von 11,994 km, die Frauen über 4,072 km und die Junioren über 8,033 km.

## Ergebnisse

### Männer

#### Einzelwertung
| Platz | Athlet             | Land | Zeit (min) |
| ----- | ------------------ | ---- | ---------- |
| 1     | Bekele Debele      | ETH  | 36:52      |
| 2     | Carlos Lopes       | POR  | 36:52      |
| 3     | Some Muge          | KEN  | 36:52      |
| 4     | Alberto Salazar    | USA  | 36:53      |
| 5     | Antonio Prieto     | POR  | 36:56      |
| 6     | Robert de Castella | AUS  | 37:00      |
| 7     | David Clarke       | ENG  | 37:05      |
| 8     | Ezequiel Canário   | POR  | 37:10      |

Von 213 gestarteten Athleten erreichten 210 das Ziel.
Teilnehmer aus deutschsprachigen Ländern:
- 18: Hans-Jürgen Orthmann (FRG), 37:35
- 41: Christoph Herle (FRG), 38:06
- 49: Michael Spöttel (FRG), 38:13
- 52: Michael Scheytt (FRG), 38:19
- 74: Ralf Salzmann (FRG), 38:40
- 88: Gerhard Krippner (FRG), 38:55
- 112: Hugo Rey (SUI), 39:23
- 123: Marius Hasler (SUI), 39:29
- 136: Reinhard Leibold (FRG), 39:39
- 138: Fredi Griner (SUI), 39:39
- 161: Bruno Lafranchi (SUI), 40:06
- 185: Roland Hertner (SUI), 40:39
- 199: Werner Meier (SUI), 41:30

#### Teamwertung
| Platz | Land und Athleten                                                                              | Gesamtpunktzahl und Einzelplatzierung |
| ----- | ---------------------------------------------------------------------------------------------- | ------------------------------------- |
| 1     | Äthiopien Bekele Debele Eshetu Tura Wodajo Bulti Mohamed Kedir Adugna Lema Chala Urgessa       | 104 01 014 020 022 023 024            |
| 2     | Vereinigte Staaten Alberto Salazar Pat Porter Thom Hunt Ed Eyestone Craig Virgin Mark Anderson | 170 04 09 028 030 042 057             |
| 3     | Kenia Some Muge Paul Kipkoech Joshua Kipkemboi James Kipngetich Jackson Ruto Herman Kipngetich | 191 03 016 031 032 037 072            |

Insgesamt wurden 24 Teams gewertet. Die bundesdeutsche Mannschaft belegte mit 322 Punkten den neunten und die Schweizer Mannschaft mit 918 Punkten den 22. Platz.

### Frauen

#### Einzelwertung
| Platz | Athletin            | Land | Zeit (min) |
| ----- | ------------------- | ---- | ---------- |
| 1     | Grete Waitz         | NOR  | 13:29      |
| 2     | Alison Wiley        | CAN  | 13:37      |
| 3     | Tetjana Posdnjakowa | URS  | 13:37      |
| 4     | Joan Benoit         | USA  | 13:57      |
| 5     | Betty Springs       | USA  | 14:00      |
| 6     | Swetlana Ulmassowa  | URS  | 14:01      |
| 7     | Francine Peeters    | BEL  | 14:03      |
| 8     | Fița Lovin          | ROU  | 14:04      |

Von 111 gestarteten Athletinnen erreichten 110 das Ziel.

#### Teamwertung
| Platz | Land und Athletinnen                                                             | Gesamtpunktzahl und Einzelplatzierung |
| ----- | -------------------------------------------------------------------------------- | ------------------------------------- |
| 1     | Vereinigte Staaten Joan Benoit Betty Springs Margaret Groos Jan Merrill          | 31 04 05 09 13                        |
| 2     | Sowjetunion Tetjana Posdnjakowa Swetlana Ulmassowa Alla Juschina Jelena Sipatowa | 41 03 06 11 21                        |
| 3     | Kanada Alison Wiley Nancy Rooks Anna-Maria Malone Lynn Kanuka                    | 53 02 12 16 23                        |

Insgesamt wurden 19 Teams gewertet.

### Junioren

#### Einzelwertung
| Platz | Athlet            | Land | Zeit (min) |
| ----- | ----------------- | ---- | ---------- |
| 1     | Feyissa Abebe     | ETH  | 24:58      |
| 2     | Angaso Telega     | ETH  | 24:59      |
| 3     | Jonathan Richards | ENG  | 25:07      |

Von 107 gestarteten Athleten erreichten 105 das Ziel.
Teilnehmer aus deutschsprachigen Ländern:
- 50: Kai Jenkel (SUI), 27:15
- 53: Markus Hacksteiner (SUI), 27:19

#### Teamwertung
| Platz | Land und Athleten                                                            | Gesamtpunktzahl und Einzelplatzierung |
| ----- | ---------------------------------------------------------------------------- | ------------------------------------- |
| 1     | Äthiopien Feyissa Abebe Angaso Telega Gonfa Negere Teka Mekonnen             | 13 01 02 04 06                        |
| 2     | Spanien José Manuel Albentosa José Manuel García Antonio Pérez José Zabaleta | 41 05 11 12 13                        |
| 3     | England Jonathan Richards Richard Carter Clifton Bradeley Phil Makepeace     | 58 03 10 20 25                        |

Insgesamt wurden 17 Teams gewertet.